# Gøtudanskt
Gøtudanskt ([ˈkøːtʊdaŋ̊kst]) er bestemt variant af dansk, man tidligere ofte hørte på Færøerne og som stadig bruges ved afsyngningen af traditionelle danske sange og kvad.

## Etymologi
Begrebet gøtudanskt stammer ifølge Poulsen (1993) fra en lærer fra stedet Norðragøta, ofte kalde Gøta på Eysturoy, som talte dansk med mange af de træk der siden blev betegnet som gøtudanskt. De fleste er enige i denne forklaring. Alternativt er begrebet også blevet fortolket som gade-dansk, men Poulsen argumenterer imod denne fortolkning.:87 

## Definition
Begrebet referer til forskellige former for færøskpåvirket dansk, udover at blive brugt uformelt af befolkningen. Mitchinson (2012) skelner Faroese Print-Danish, som kun afviger fra rigsdansk i udtalen, fra Faroe-Danish, som udover udtale også benytter elementer af færøsk ordforråd og grammatik.:87-90  Graden af påvirkning fra færøsk varierer fra person til person.
Gøtudanskt er en udtale af dansk, der følger skriften mere bogstavnært, end det er tilfældet i moderne dansk talt i Danmark. Sproget er forståeligt for både danskere, nordmænd og svenskere. F.eks. har gøtudanskt ikke stød, og det er hårdere end de danske dialekter.[kilde mangler]

## Status
Gøtudanskt kan gives den pædagogiske fordel, at talerne får bedre kendskab til dansk retskrivning, i modsætning til moderne dansk udtale som ligger langt fra det skrevne. Derudover kan gøtudanskt bruges som et lingua franca blandt andre skandinavisk-talende.